# 捨得 (林宇中專輯)
《捨得》 是馬來西亞歌手林宇中個人第5張錄音室專輯，於2013年12月6日正式發行，一共收錄9首歌曲。

## 曲目
| 曲序     | 曲目         | 编曲     | 备注                                       | 时长  |
| -------- | ------------ | -------- | ------------------------------------------ | ----- |
| 1.       | 捨得         | 黃中岳   | 第二主打                                   | 4:29  |
| 2.       | 睡不著怎麼辦 | 歐陽菁宇 |                                            | 3:31  |
| 3.       | 背心         | 楊朝焰   | 《童顏美女》片尾曲 首波主打                | 4:25  |
| 4.       | 靈感         | 魏文浩   | 白蘭氏雞精廣告歌                           | 3:25  |
| 5.       | 走錯路       | 魏文浩   | 電影《行X踏錯》插曲 第五主打               | 4:20  |
| 6.       | Mr.不倒翁    | 歐陽菁宇 | 電影《紙月亮》片尾曲                       | 3:12  |
| 7.       | 紙月亮       | 李祥熙   | 作詞：彭學斌 第四主打 電影《紙月亮》主題曲 | 4:40  |
| 8.       | Shine        | 蕭啟賢   | 中國〈東盟禮儀形象大賽〉主題曲 第三主打    | 3:52  |
| 9.       | 完美結局     | 蕭啟賢   |                                            | 4:41  |
| 总时长： | 总时长：     | 总时长： | 总时长：                                   | 36:35 |

## 相關獲獎
- 2014　第14屆全球華語歌曲排行榜頒獎典禮（廣州）：入圍「大馬傑出歌手」
- 2014　NEWAY K歌榜「我最喜愛男歌手獎」：銀獎
- 2015　馬來西亞娛協獎入圍「最佳電視／電影歌曲獎」：《紙月亮》（電影《紙月亮》插曲）詞：彭學斌 曲：林宇中
- 2015　馬來西亞娛協獎入圍「Red Box最受歡迎K歌獎」: 《纸月亮》
- 2015　馬來西亞娛協獎入圍「最佳製作」：《SHINE》 製作人：林宇中